# 역학조사관
역학조사관은 감염병의 원인과 특성을 찾아내, 감염병 유행을 차단하는 방법을 밝히는 역학조사를 진행하는 국가·지방 공무원이다. 1999년 7월 공중보건의 대상 질병관리본부 역학조사관 교육과정이 시작되었으며 2015년 감염병 예방법 개정 이후, 현행 교육수료 요건을 마련하고 수습역학조사관의 교육이 시작되었다.

## 업무
- 역학조사 계획 수립 및 수행, 결과보고
- 역학조사 실시 기준 및 방법의 개발
- 역학조사 기술지도 및 교육훈련
- 감염병 관련 역학연구 진행
- 감염병 관리 및 대응관련 정책 제안 및 사업 수행

## 역학조사관 교육·훈련과정[5]
- 역학조사관은 2년간의 현장 중심 직무간 훈련(OJT)기간 동한 교육·훈련 과정을 이수한 사람 중에서 임명
- 교육과정: 기본교육 1회(3주 이상), 지속교육 6회(각 3일)
- 학술활동: 유행역학조사 결과보고서 2편, 감염병 감시분석보고서 2편, 보도자료 또는 홍보자료 2편, 역학조사 관련 논문 학술지 게재 1편(원문 심사 후 구연발표 가능)

## 응시 요건[6]

### 전문임기제 가급
- 자격증요건 : 의사 면허증 소지 후 관련 분야[7] 6년 이상 연구 또는 근무 경력자

### 전문임기제 나급
- 자격증요건 : 의사 면허증 소지 후 관련 분야 2년 이상 연구 또는 근무 경력자
- 학위요건
  - 임용예정 직무분야와 관련된 박사학위[8]를 취득한 사람
  - 임용예정 직무분야와 관련된 석사학위[8]를 취득한 후 2년 이상 해당 분야의 경력이

## 같이 보기
- 2015년 대한민국 중동호흡기증후군 유행의 역학조사